# ヤマハギ
ヤマハギ（山萩、学名: Lespedeza bicolor）は、マメ科ハギ属の顕花植物。秋の七草のハギは本種を指す。アジア原産で、山野にふつうに見られるハギで、観賞植物として広く栽培されている。
本種は、非常に様々な見栄えとなり、品種改良されてきた。日本、朝鮮半島、中国、ウスリーに分布する、日本では北海道、本州、四国、九州に分布し。アメリカ合衆国では、最初に1856年に観賞植物として導入され、その後いく度かにわたって導入されたようである。アメリカ合衆国の南西部のような一部地域では、外来種として、また帰化し野生化している。

## 名称
単にハギともよばれ、ハギといえばヤマハギを表わすこともある。「ハギ」には「萩」の漢字があてられており、これは日本で作られた国字である。古株からよく芽を出すことから、ハギの名には「生え芽」の意味がある。英語では、一般名 shrubby bushclover、shrub lespedeza、bicolor lespedeza でも知られる。

## 形態・生態
落葉広葉樹。一般に、高さと幅が1 - 3メートル (m) まで育つ直生の小低木で、寒冷気候ではより小さくなる。単一の生育期の間に、地表から1.5 mまで成長できる。品種の Little Buddy は3フィート (0.91メートル)に成長し、とヤクシマでは1.5フィート (0.46メートル)で、本種はしっかりした根系から育つ。樹皮は淡赤褐色で、皮目が縦のすじに並ぶ。茎は直径3センチメートル (cm) となりえる。細い小枝が多数出て、枝には稜と毛がある。枝はほとんど垂れないので、枝が下垂するミヤギノハギとは区別がつく。葉は3出複葉で、小葉は広楕円形または広倒卵形で長さ5 cmまで、裏面は微毛があり、白色を帯びる。秋は黄葉し、黄色から褐色に色づく。母種はエゾヤマハギで、ヤマハギの葉はややとがる。
花期は6 - 9月。花序は、葉のつけ根から長い柄を出して、エンドウのような総状花序となり、長さ12 - 15ミリメートル (mm) の蝶形の紅紫色の花を10個ほどつける。花の萼の先が丸い。果期は10 - 11月。実は長楕円形の約1 cmの豆果で、種子は1粒入る。
冬芽は互生し、楕円形で褐色をしている。冬芽を包む芽鱗は、内側に白い毛が密生する。冬芽のわきに托葉が残り、葉痕は半円形で維管束痕は不明瞭である。冬に枯れる枝も多いが、黒ずんだ果実や花序軸、葉をつけて残る枝もある。

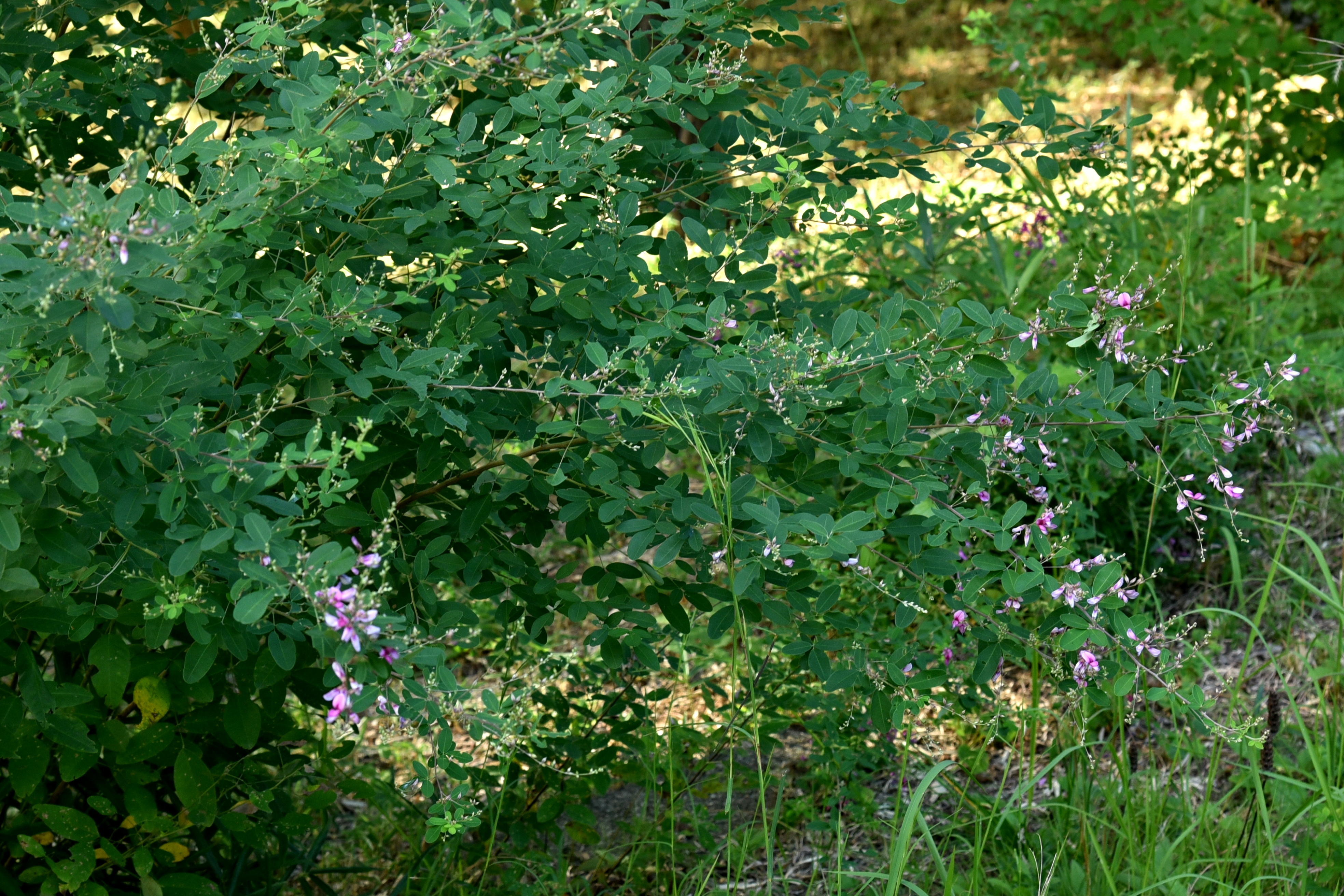
小低木で細かく枝分かれするが、完全に下向きには垂れない。（9月）
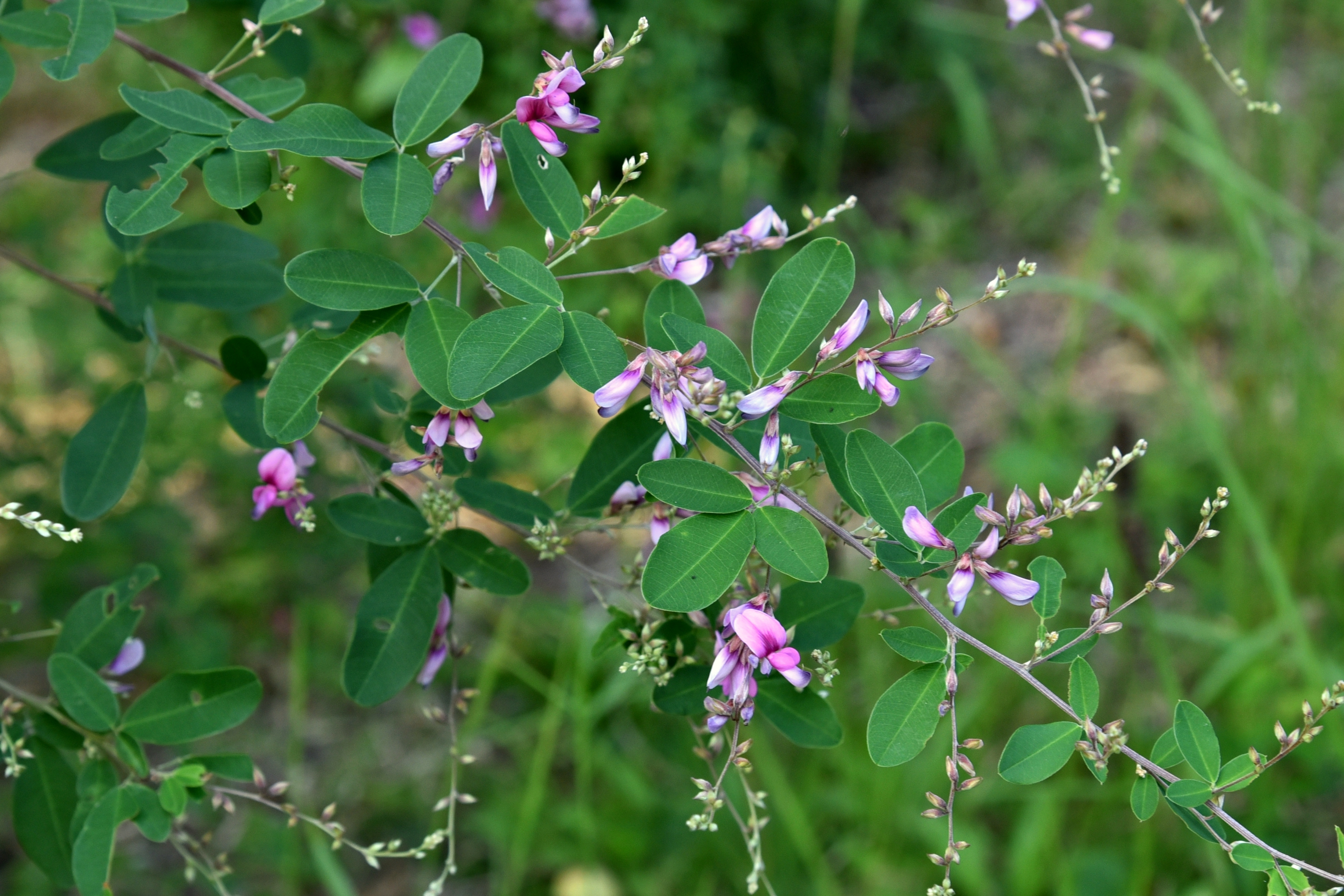
3出複葉で、小葉の先端は尖らずに丸みを帯びる。初秋に花序を出す。（9月）

## 利用・文化
日本での利用としては、観賞用に庭木や公園樹としてよく植えられ、茶花として好まれる。マメ科で栄養価が高く、放牧で食べられてもすぐに芽を出して再生力が強いことから、古くは家畜の飼料としても用いられた。ヤマハギの葉は、茶葉の代用とされ茶にされることがある。花が咲き終わる時期に根を掘り、根を水洗いし適当な大きさに刻み日干しにし、婦人のめまい、のぼせに対し、3 - 5グラムを水を加え半量まで煮詰めることで煎じて飲む。
日本現存で最古の和歌集『万葉集』で詠まれている植物の一つで、その中でもハギが一番多く詠み込まれている。『万葉集』では、秋の到来を告げる花として詠まれ、うち23種は鹿と組み合わされている。花札では、ハギは猪と一緒に描かれている。ヤマハギの花言葉は、「思案」「内気」とされる。
葉にジメチルトリプタミン (DMT) を含有することが確認されている。根にジメチルトリプタミン (DMT)、クレアチニン、エリオジクチオールが含まれる。